# NGC 7245
NGC 7245 (другое обозначение — OCL 225) — рассеянное скопление в созвездии Ящерица.
Этот объект входит в число перечисленных в оригинальной редакции «Нового общего каталога».